# Г'їронг
Г'їронг (кит. 吉隆镇, пін. Jílóng Zhèn) — містечко у КНР, складова однойменного повіту міста-префектури Шигацзе.

## Географія
Г'їронг розташовується у південно-центральній частині регіону У-Цанг.

### Клімат
Містечко перебуває у зоні так званої «гірської тундри», котра характеризується кліматом арктичних пустель. Найтепліший місяць — липень із середньою температурою 13.3 °C (56 °F). Найхолодніший місяць — січень, із середньою температурою -7.8 °С (18 °F).
| Клімат Г'їронга         | Клімат Г'їронга | Клімат Г'їронга | Клімат Г'їронга | Клімат Г'їронга | Клімат Г'їронга | Клімат Г'їронга | Клімат Г'їронга | Клімат Г'їронга | Клімат Г'їронга | Клімат Г'їронга | Клімат Г'їронга | Клімат Г'їронга | Клімат Г'їронга |
| Показник                | Січ.            | Лют.            | Бер.            | Квіт.           | Трав.           | Черв.           | Лип.            | Серп.           | Вер.            | Жовт.           | Лист.           | Груд.           | Рік             |
| Абсолютний максимум, °C | 11              | 12              | 16              | 21              | 23              | 28              | 27              | 25              | 23              | 22              | 16              | 13              | 28              |
| Середній максимум, °C   | 1               | 3               | 7               | 13              | 15              | 17              | 20              | 18              | 17              | 11              | 7               | 2               | 11              |
| Середня температура, °C | −7              | −4              | 0               | 5               | 7               | 11              | 13              | 12              | 9               | 4               | −1              | −6              | 5               |
| Середній мінімум, °C    | −16             | −12             | −8              | −3              | 0               | 5               | 6               | 6               | 2               | −2              | −10             | −15             | −3              |
| Абсолютний мінімум, °C  | −26             | −23             | −18             | −12             | −7              | −3              | 0               | 0               | −7              | −12             | −18             | −26             | −26             |
| Вологість повітря, %    | 42              | 41              | 38              | 47              | 57              | 66              | 70              | 73              | 68              | 63              | 45              | 43              | 54              |
| ----------------------- | --------------- | --------------- | --------------- | --------------- | --------------- | --------------- | --------------- | --------------- | --------------- | --------------- | --------------- | --------------- | --------------- |
| Джерело: Weatherbase    |                 |                 |                 |                 |                 |                 |                 |                 |                 |                 |                 |                 |                 |